# アート・ケイン
アート・ケイン（Art Kane、出生名アーサー・カノフスキー、1925年4月9日 - 1995年2月3日）は、1950年代から1990年代初頭にかけて活動したアメリカのファッションおよび音楽写真家。彼は、ボブ・ディラン、ジェファーソン・エアプレイン、ソニー&シェール、アレサ・フランクリン、フランク・ザッパ、ジム・モリソン、ジャニス・ジョプリン、ローリング・ストーンズ、ザ・フーなど、現代のミュージシャンのポートレートを数多く作成した。
ケインはニューヨークでロシア系ユダヤ人の両親に生まれた.。第二次世界大戦中、彼は多くの若いアーティストたちのインキュベーターとなったゴースト・アーミーとして知られる陸軍の特殊な欺瞞部隊に所属していた。26歳で『セブンティーン』誌のアート・ディレクターとなり、大手出版社における最年少アート・ディレクターの1人となった。彼は写真への情熱を探求し始め、最終的には伝説的なアレクセイ・ブロドヴィッチに師事した。1958年、ハーレムにおいて、1958年版『エスクァイア』誌のために57人のジャズ・ミュージシャンを集めたとき、それが写真家としての彼のキャリアを開始するきっかけとなった。最終的に『エスクァイア』に掲載された写真「A Great Day in Harlem」は、ドキュメンタリー映画『ア・グレイト・デイ・イン・ハーレム〜57人のジャズミュージシャンの肖像』（1994年）の基盤となった。
彼の作品は挑発的で、実験的で、遊び心があるもので、ヌードや不遜さを理由に雑誌から掲載を拒まれることもあった。ケインは自身のポートレイトについて次のように述べている。「あなたは人々を所有しなければなりません……彼らをつかみ、彼らについてあなたが言いたいことのために、彼らをひねるのです」。『The Nikon Image』 という本の中では、次のように述べている。「私はいつも自分のことをイラストレーターだと思っていました。つまり、アイデアの本質を反映した画像を作成することに関心のある、読み書きのできる写真家だと思っていました。人間のシーンを単に記録するのではなく、解釈したかったのです」。
デロリアン・モーター・カンパニーがこれまでに作成した唯一の雑誌広告の基礎となった、スポーツカーのデロリアンと一緒にジョン・デロリアンを撮った写真により、アート・ケインは『Stainless Steel Illusion』という本にクレジットされている。1989年、アート・ケイン・フォト・ワークショップがニュージャージー州ケープメイに設立された。それらは著名な写真家との1週間にわたるワークショップとなった。
1995年、69歳のケインは、ケンタッキー州ゲアリド郡の元妻の家で自傷行為により死亡した。ドラマーのジョナサン・ケイン（スワンズ等で知られる）は彼の息子である。